# Јурај Рохоњ
Јурај Рохоњ (svk. Juraj Rohoň; Хорни Калњик, 15. август 1773 — Гложан, 22. октобар 1831) био је словачки песник, учитељ, просветитељ и евангелистички свештеник.

## Биографија

### Образовање
Пореклом из земљорадничке породице Јураја Рохоња и Зузане, рођ. Мадаз. Основну црквену школу вероватно је похађао у Горњем Јасену или Доњем Калњику, док је први разред евангелистичке артикуларне гимназије завршио у Њецпалима. Године 1786. је отишао на школовање у Банску Штјавњицу, где је завршио граматику, синтаксу и реторику.

### Васпитач и учитељ
Уз препоруке професора Михала Јарошија и кисачког свештеника Франћишка Јесенског, у августу 1795. долази у Бачки Петровац, где је у породици тамошњег свештеника Ондреја Сћехле био васпитач његовог сина Јана (који се касније оженио његовом сестром). У периоду 1796-1801 радио је у Кулпину као учитељ у словачкој народној школи. Тамо је вршио и многе црквене дужности, био је рачуновођа код барона Јосипа Брњаковића, који је имао под закупом тамошње имање Стратимировића.

### Свештеник
Приправнички испит положио је 1801. у Звољену, и постао евангелистички свештеник. Потом је добио свештеничку службу у Гложану. Тамо је 1827. постао сениор Бачко-сремског сениората, и заједно са Михалом Годром и Павелом Јозефом Шафариком 1829. основао Читалачко друштво Sociteas slavica. Након Рохоњeве смрти, одласка Годре у Пешту (1831) и Шафарика у Праг (1833) Друштво је прекинуло активност.
Рохоњ је умро од колере 22. октобра 1831. год. у Гложану.

### Породица
Био је ожењен, имао синове Јураја, учитеља (умро 1838. године), и Јана, евангелистичког свештеника, и ћерку Каролину (касније удату за Даниела Абафија, мајка писца Леополда Бранислава Абафија). Рохоњов унук (Јурајев син) Фердинанд (1823—1884) био је писац религиозних дела, композитор и учитељ, док је његов праунук (Фердинандов син) Јозеф Виктор Рохоњ (1845-1923) био претеча словачког војвођанског аматерског позоришта, касније лекар, палеонтолог и универзитетски професор на Карловом универзитету у Прагу. Рохоњов праунук Јан Бохуслав Абафи (1855–1905) био је публициста и евангелистички свештеник а Рохоњова праунука Јармила Абафи (1858–1932) била је удата за писца и публицисту Михала Бођицког (1852–1935). Рохоњови чукунунуци Бранко и Јанко Абафи (синови Др Цирила Абафија) погинули су у Другом светском рату као истакнути српски револуционари.

## Поетско стваралаштво
Јурај Рохоњ је издао у стиховима следећа дела: Chvála Slováků (1791), Ode in honorem [...] Michaeli Járossy (Песма у част рођендана Михала Јарошија... (1791)), Když školy evanjelické šťávnické P. Rektor Mich. Járossy památku jména svého sobě pripomínal (1798), Kratochvílné zpěvy, pro mládež rolníckou (1829) и Lessus quo Spect. condam Dnae Josephae natae Tököly [...] [Како је 1815. године оплакивана превремена смрт Јозефине, рођене Текели, удате за Теодора Стратимировића у Кулпину] (1815).
Последњих година 18. века саставио је прву хрестоматију словачке војвођанске прозе, чији је назив Kratochvílne písně pro hospodárskou mládež (Кратке песме за привредну омладину), сачувану у рукопису у заоставштини Јураја Рибаја. Рохоњeву песму Chvála Slovaků 1822. Јан Чаплович је уврстио у књигу Slovenské verše (Словачки стихови). Десет текстова из Рохоњеве рукописне збирке словачких народних песама Starodávne zpěvy lidu slovenského v Uhrách Јан Колар је уврстио у своје Národné zpievanky (добио их је од Рохоња 1827. године; у овој збирци било је и неколико оригиналних Рохоњевих песама).
За издавање његове одбране у стиховима (написана у елегијском дистиху 1795. као одговор на роман Etelka Karjelben Andrasa Dugonitsa) Palma, quam Dugonics similisque Magyari Slaviae eripere attentarunt, vidicata (Одбрањене заслуге, које су Словенима хтели да укину Дугонич и њему слични Мађари) 1832. у Загребу, постарао се Људевит Гај а издао Фран Зупан. Године 1848. је била уврштена у књигу Der Magyarismus in Ungarn Matije Šuhajde, а на словачки је преведена само као проза тек у збиркама народних одбрана За реч и народ Јана В. Ормиса 1973. године).
Рохоњева Píseň R. P. 1797. pri posvěcení a R. P. 1897 pri storoční památce posvěcení chrámu kysáčského zpívaná (Песма Г.Г. 1797. певана приликом освећења и Г.Г. 1897. поводом обележавања стоте годишњице освећења кисачког храма) до сада је издата четири пута (1897, без наведене године, 1910. и 1997).
Од 1993. периодично излазе у свескама његови Сабрани списи (Zobrané spisy). До сада су изашле 1. свеска - Chvála Slováků (Хвала Словаку) (1993), 12. свеска - Probuzení národu slovanského v Uhřích k srdnatému uchopění zbraně proti Francouzům (1996) и 4. свеска - Píseň ku posvěcení chrámů božích v Hložanoch a Petrovci (Песма приликом освећења храма божијег у Гложану и Петровцу) (1997).
Рохоњеве пригодне црквене песме и други списи сачувани су у црквеним хроникама у евангелистичкој парохији у Гложану.